# Most (město)
Most (německy Brüx, latinsky Pons) je statutární město v severozápadních Čechách, v okrese Most v Ústeckém kraji. Žije zde přibližně 63 tisíc obyvatel. Historické město bylo v 70. a 80. letech 20. století téměř zcela zbořeno kvůli těžbě uhlí. Nejcennější stavbou a turistickým lákadlem je kostel Nanebevzetí P. Marie, roku 1975 přesunutý na současné místo, a hrad Hněvín na kopci nad městem. Most je druhým největším městem Ústeckého kraje. Sousedními obcemi sídla jsou Litvínov, Horní Jiřetín, Braňany, Bílina, Vrskmaň, Vysoká Pec, Mariánské Radčice, Bečov, Malé Březno, Lišnice, Korozluky a Obrnice.

## Historie

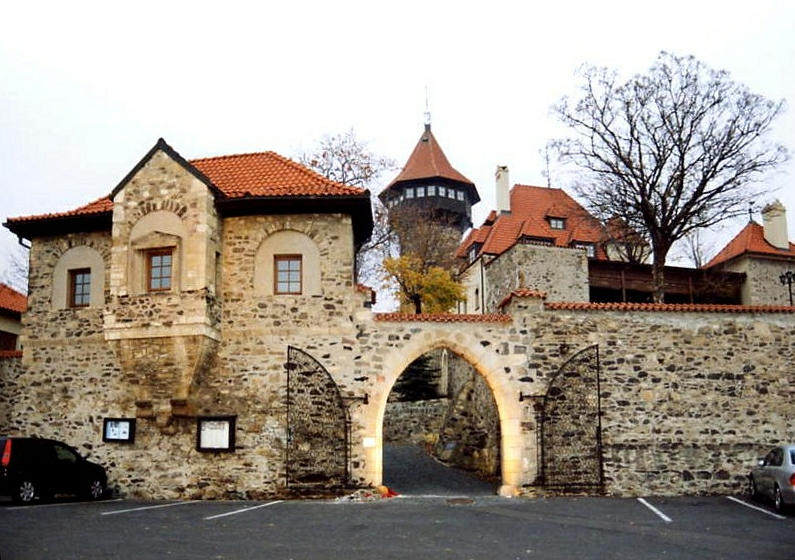
Hrad Hněvín stojící nad městem

První historické zmínky o osídlení místa, na kterém dnes stojí město Most, pocházejí z latinské Kosmovy kroniky české z 11. století, kdy přes zdejší močálovitou krajinu vedla stezka po dřevěných mostech. Odtud také pochází název města. Stezku využívali především kupci, putující mezi Prahou a Freibergem v Sasku a zpět. Na této obchodní cestě založil Hněva z rodu Hrabišiců tvrz a přiléhající osadu latinsky zvanou Pons Gnevin.[zdroj⁠?!]
Tento rod ovládal osadu až do roku 1228, kdy zemřel její poslední majitel z rodu Hrabišiců Kojata IV. Hrabišic. Podle závěti bezdětného Kojaty sepsané roku 1227 přešla do vlastnictví kláštera Křižovníků Božího hrobu na Zderaze u Prahy. Záznamy z roku 1238 však ukazují, že v této době již osada byla majetkem Přemyslovců. Za jejich vlády se Most stal městem (městská privilegia mu udělili postupně Přemysl Otakar II., Jan Lucemburský a Karel IV.), které bohatlo nejen díky obchodu, ale také pěstováním vinné révy na vinicích zakládaných v okolí města již na počátku 13. století. Z doby vlády Přemyslovců se také dochovala nejstarší městská pečeť pocházející z roku 1257.
Po vlně ničivých požárů mezi lety 1455 a 1515 došlo k přestavbě a modernizaci městského centra. Z této doby pochází renesanční radnice nebo pozdně gotický děkanský kostel Nanebevzetí Panny Marie, jehož architektem byl Jakub Heilmann ze Schweinfurtu.

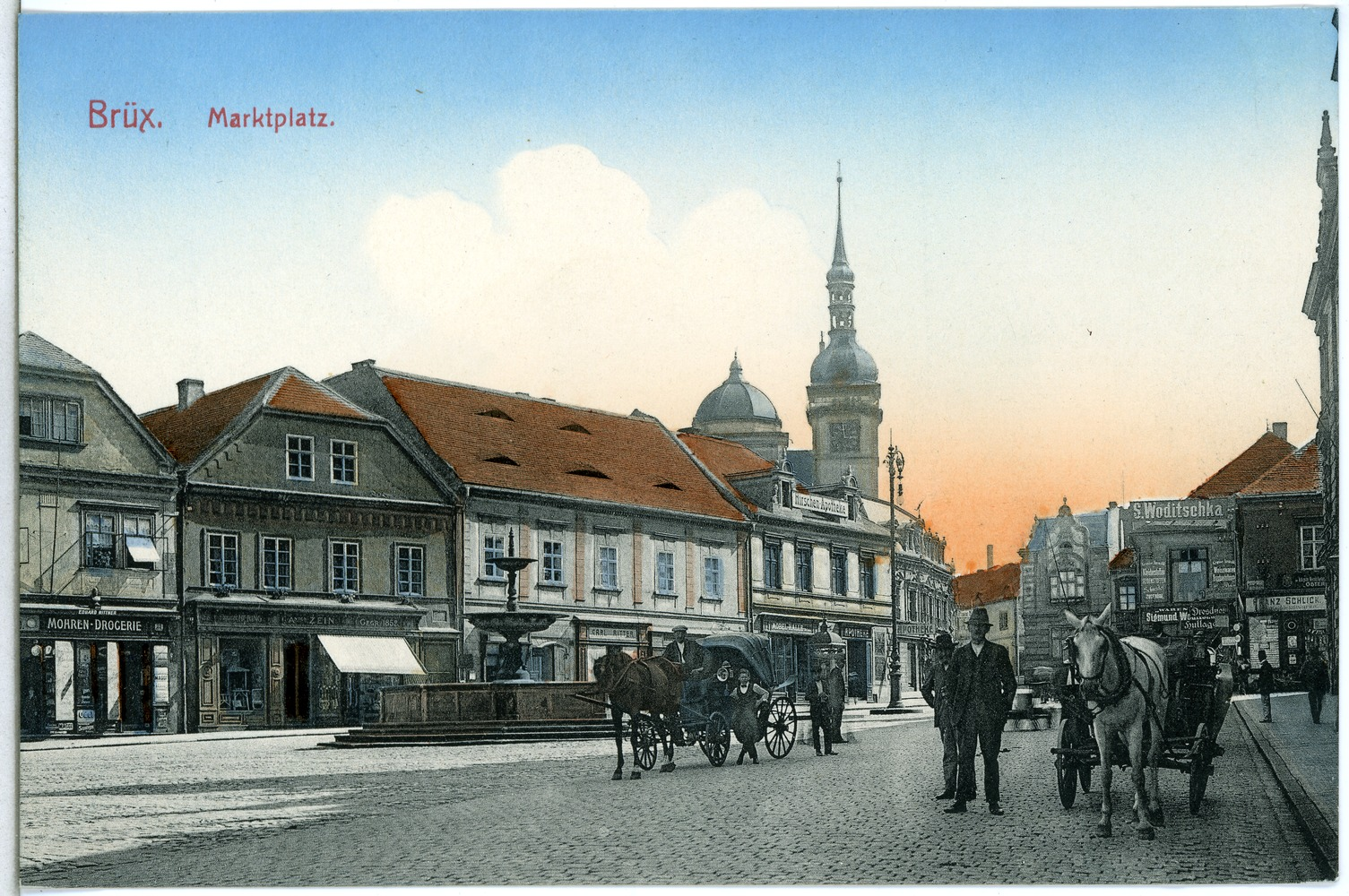
Tržní náměstí na pohlednici z roku 1912

Během třicetileté války bylo město i hrad Hněvín dobyt Švédy. Hrad byl poté rok a půl obléhán císařskými vojsky, ale dobýt zpět se ho nepodařilo. Tato událost vyvolala v místních obyvatelích pocit, že hrad, který svým významem vždy přitahoval k městu pozornost nepřátel, je zdrojem veškerého jejich utrpení. Na jejich žádost proto roku 1651 císař Ferdinand III. povolil hrad zbořit. Město poničené třicetiletou válkou i vlastními obyvateli tak ve druhé polovině 17. století ztratilo svůj hospodářský i politický význam.
Až o dvě stě let později začala nová etapa rozvoje města, když byly v jeho okolí objeveny obrovské zásoby uhlí. Od roku 1850 byl Most sídlem krajského soudu. Roku 1870 byla do města přivedena železnice, postaven byl cukrovar, porcelánka, ocelárna, pivovar, městské muzeum. Počet obyvatel se prudce zvýšil. V roce 1895 bylo město zasaženo přírodní katastrofou – kuřavkou (tekutými písky). Pod zem se propadlo několik domů i s jejich obyvateli. Toto neštěstí však rozvoj města vážněji nenarušilo. Roku 1901 byla zprovozněna elektrická pouliční dráha, která spojila město Most s Kopisty, Litvínovem a Janovem. Roku 1911 bylo otevřeno městské divadlo. Mezi lety 1911 a 1913 byla postavena přehrada na Křížatkách, která zajistila Mostu dostatek pitné vody. Podle sčítání lidu v roce 1921 ve městě v 1 402 domech žilo 27 239 obyvatel, z nichž se 17 014 (62,5 %) hlásilo k německé národnosti a 8 802 (32,3 %) k československé národnosti.
V letech 1938 až 1945 byl Most v důsledku uzavření Mnichovské dohody přičleněn k nacistickému Německu. Za druhé světové války bylo město značně poničeno nálety amerických bombardérů při jejich nepřesných útocích na rafinerii v Záluží u Litvínova. Po válce byla většina původních obyvatel vysídlena.

### 1954–1965, rozšiřování těžby uhlí

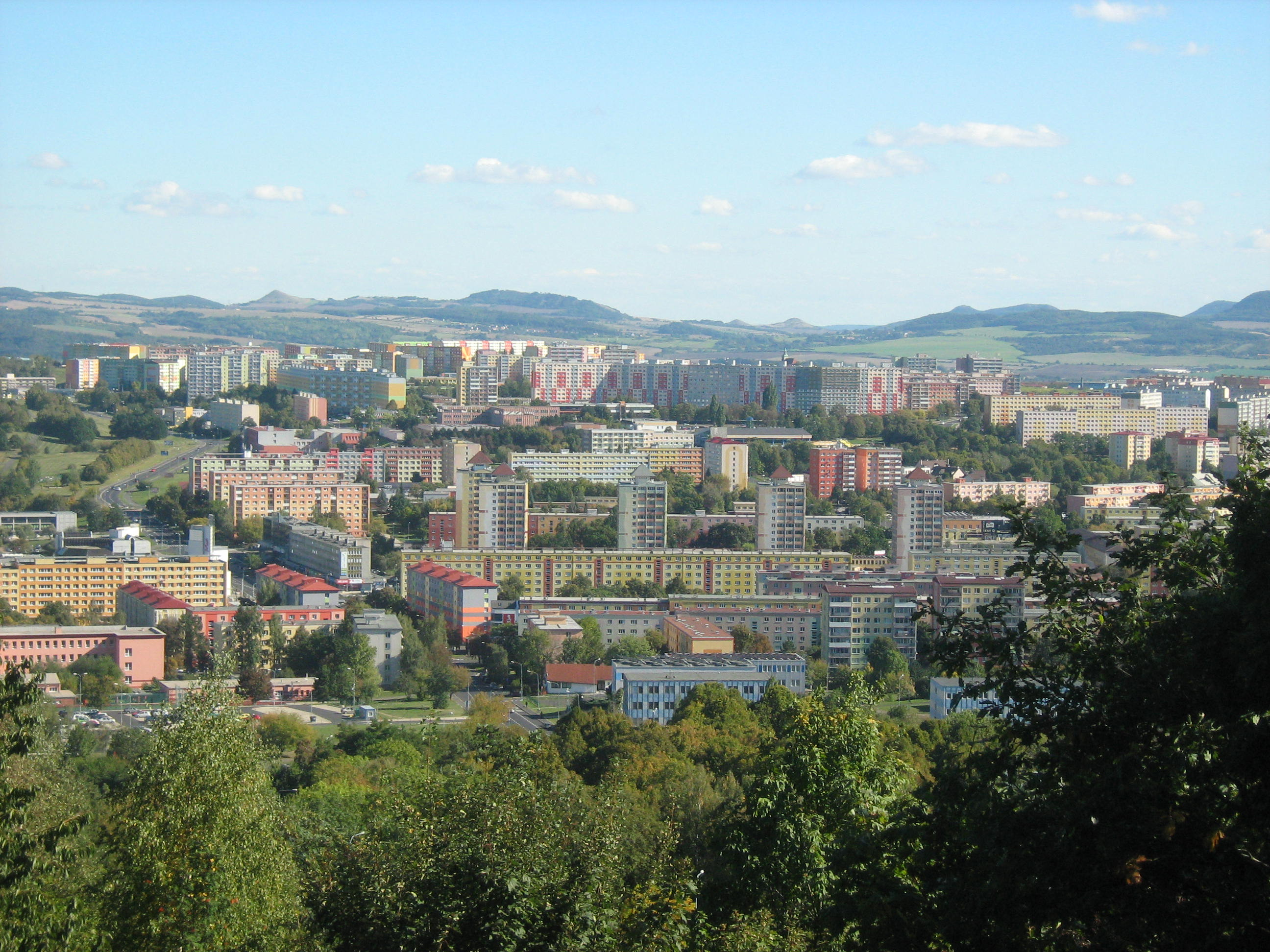
Pohled na Most z vrchu Ressl

Rok 1954 přinesl první volby do národních výborů a prvním předsedou místního národního výboru se stal poštovní zaměstnanec a člen KSČ Václav Vágner. Ve stejném roce se také Kopisty a Souš odloučily od Mostu. Argumentem se stalo špatné spojení s Mostem a velikost obcí, která v té době činila 5 200 obyvatel. Václav Vágner byl opětovně zvolen v roce 1957, kdy probíhala idealistická krize a velké nepokoje v Polsku a Maďarsku. Nové volby a tlak na růst těžby uhlí měly dopad na celkový další vývoj města. Za posledních 12 let se těžba zpětinásobila na hodnotu 50 milionů tun uhlí za rok, ještě více stoupla těžba zeminy z 10 milionů na 120 milionů kubických metrů zeminy. Bylo tak rozhodnuto o výstavbě nového moderního bydlení pro dělníky a horníky, jelikož město údajně nedrželo krok s hospodářským vývojem. V této době se ještě nejednalo o zlikvidování starého města, pouze o výstavbu nových sídlišť.
Nové sídliště začalo vznikat mezi dnešní ulicí Československé armády, třídou Budovatelů a ulicí Josefa Skupy. Architektonická soutěž v roce 1959 vypsána radou Krajského národního výboru v Ústí nad Labem již počítala s výstavbou centra města na křižovatce třídy Budovatelů a ulice Skupovy. Hlavním materiálem se stal litý beton a panely, které se vyráběly přímo v mostecké panelárně na místě dnešního hypermarketu Tesco. První dům byl dokončen v listopadu 1959.
Březen 1961 se nesl ve znamení celorevírního aktivu horníků, který se konal právě v Mostě, a jehož se zúčastnil i prezident Antonín Novotný. Stejný měsíc byla také zprovozněna tramvajová trasa do nové části města. V červenci pak byla dokončena hrubá stavba v té době nejvyšší budovy v okrese – patnáctipodlažní internát (dnes hotel Domino). Koncem roku 1962 bylo ve městě již šest desetipodlažních panelových domů, každý s více než sedmdesáti byty. Závod lesnicko-technických meliorací v Teplicích započal zalesňování vrchu Šibeník a vysázel na 80 000 sazenic. Zalesňování bylo nutností, jelikož sídliště kolem byla bez zeleně a obyvatelstvo si začalo stěžovat.
V srpnu roku 1963 proběhla jednání o likvidaci města, která vešla v platnost usnesením vlády č. 180 z 26. března 1964. Zbouráním a likvidací města nad ložisky uhlí měl stát získat přes čtyři a půl miliardy korun a tím získat po výstavbě nového města a zbourání starého zisk přes jednu miliardu korun. První etapa počítala se zbouráním zástavby na úpatí vrchu Hněvín, která dále měla pokračovat ke Šmeralovu náměstí. Druhá etapa pak měla být vedena od okrajových částí s postupným pokračováním do středu města.

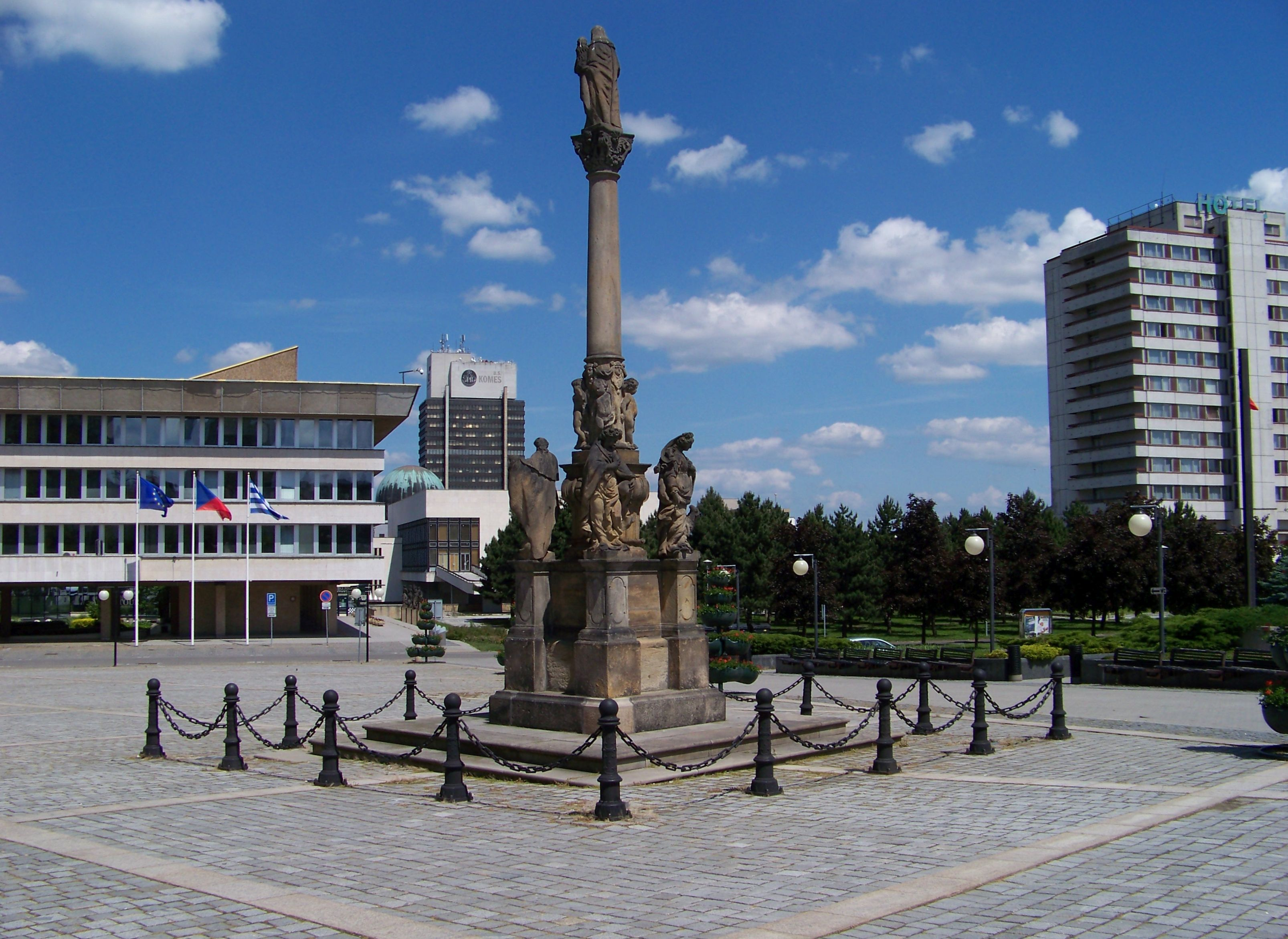
1. náměstí s morovým sloupem ze Starého Mostu

V roce 1964 se po dalších volbách stal novým předsedou MNV ředitel Dopravního podniku měst Mostu a Litvínova Miroslav Fleišer, který spolu se svým kolektivem měl realizovat dosud největší změny v historii města. V plánu byla rekonstrukce hradu Hněvín, výstavba lanovky (nakonec neuskutečněna), také výstavba koridoru, do kterého byla svedena řeka Bílina, železnice, tramvajová trať do Litvínova a také rychlostní silnice. Řešila se konkrétní podoba likvidace starého města a rozdělení nového. Zanikla ocelárna, pivovar i Severočeské keramické závody. S výstavbou koridoru se počítalo také s vybudováním nového nádraží (srpen 1977). Rekreaci vedle centrálního parku Šibeník zajišťovaly také Lajsník a Velebudická výsypka. Tehdejší lom Benedikt se měl stát rekreační zatopenou zónou.

### 1965–1987, demolice historického Mostu a stavba nového města

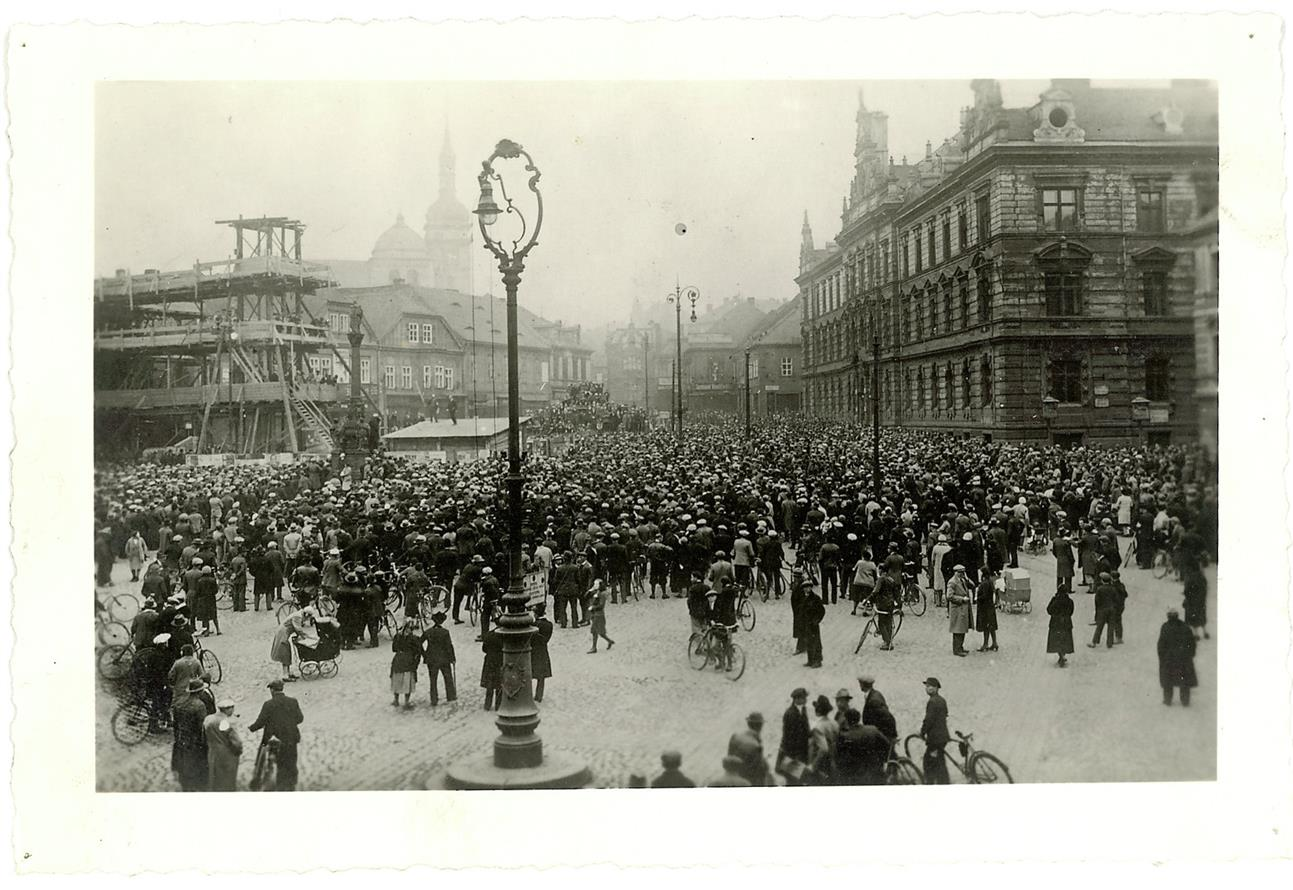
Fotografie z roku 1932: 1.náměstí, vpravo budova soudu, vlevo v pozadí věž a zvonice dnes přesunutého kostela.

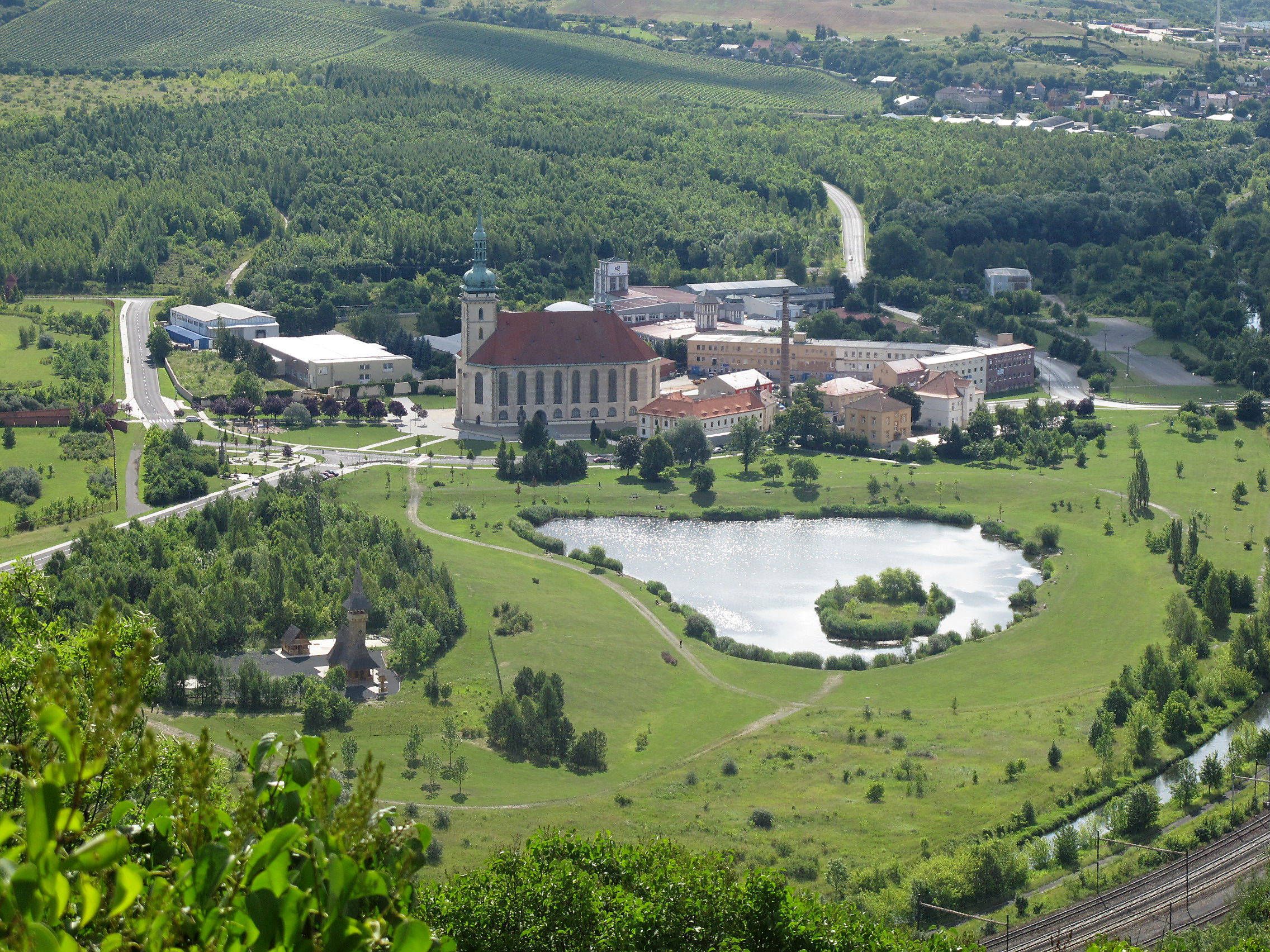
Jediná dochovaná ulice Starého Mostu s kostelem Nanebevzetí Panny Marie.

V roce 1965 začaly demolice starého Mostu a město, které by se dnes mohlo významem historických památek směle měřit s jakoukoli památkovou rezervací v zemi,[zdroj?] bylo postupně bořeno po následná více než dvě desetiletí trhavinou. Nejstarší části města byly zničeny již během prvních deseti let demolic. Ve starém městě se do jeho zbourání zachovalo mnoho cenných domů včetně více než dvaceti gotických objektů, přičemž víc jich na tak malém prostoru bylo jedině v Praze.
První obyvatelé se do nového Mostu stěhovali od ledna 1965 do Podžatecké ulice. Ve stejném roce byl zřízen Útvar hlavního architekta, jenž měl za úkol koordinovat výstavbu teď již nového města ve stylu modernistické architektury. Tentýž rok se rozhodlo o přesunu kostela Nanebevzetí Panny Marie po umělé dráze (plány byly dokončeny počátkem roku 1967) a započala výstavba nemocnice (otevřena 1. března 1975, náklady 677 milionů korun). V únoru 1967 se v Mostě otevřel první severočeský podnik pro mládež, „Neprakta klub“, který funguje dodnes. Později se tento klub stal místem protikomunistických aktivistů, kde se konaly koncerty a představení mimo koncepci socialistického režimu.
Celkové investice do staveb v roce 1967 činily zatím 344 milionů korun. Mezi největší stavební podniky patřily Pozemní stavby Ústí nad Labem – stavební správa Most, Stavby silnic a železnic Praha, Stavební správa Ústí nad Labem a Konstruktiva Praha.
S rokem 1968 přišlo uvolnění a ve městě Most více než kdekoliv jinde, jelikož základnu obyvatel tvořili horníci a dělníci, celý region měl významné revoluční tradice a pozice KSČ byla také velmi silná. Přesto srpnová okupace nepřinesla žádné výrazné incidenty. Protesty byly sice značné, ale omezovaly se pouze na plakáty, nápisy a organizované protesty. Rada ONV a MNV v Mostě nakonec vyjednaly s veliteli cizích vojsk umístění bojové techniky mimo město, pro styčné důstojníky byly nabídnuty prostory výjezdového střediska dolů na Širokém vrchu. Také byly vneseny požadavky na nevměšování se do vnitřních záležitostí města a neomezování osobní svobody občanů. Vojenské velitelství v Mostě bylo nakonec zrušeno 21. října.
Romská problematika se začala řešit po roce 1969, kdy bylo nutné přemístit na 200 rodin (cca 1100 jedinců) do obcí mimo starý Most. Nejprve se uvažovalo o celkovém přemístění, pak o rozptýlení, aby se předešlo jejich velké koncentraci a případným problémům. Proti tomu se však postavila řada občanů. Posledním řešením bylo vybudování nového sídliště na okraji města a izolování problémového obyvatelstva od zbytku města.
V roce 1970 hlavní architekt Václav Krejčí předložil plán na dostavbu centra a podobu nových sídlišť. Počítalo se s kulturním domem i velkým ředitelstvím SHD. První kino (kino Kosmos) bylo otevřeno v roce 1971, ve stejném roce byly obce Velebudice a Souš připojeny k městu. Rok na to započala výstavba obchodního domu Prior, stavba měla trvat tři roky. V roce 1973 se dokončilo zatopení bývalého povrchového dolu Benedikt a v roce 1976 se otevřelo první koupaliště (dnes Aquadrom). V roce 1973 se konal první prvomájový průvod a betonová plocha (dříve nazývaná „Plecháč“) na dnešním Prvním náměstí dostala tak rázem svůj neodmyslitelný ráz.

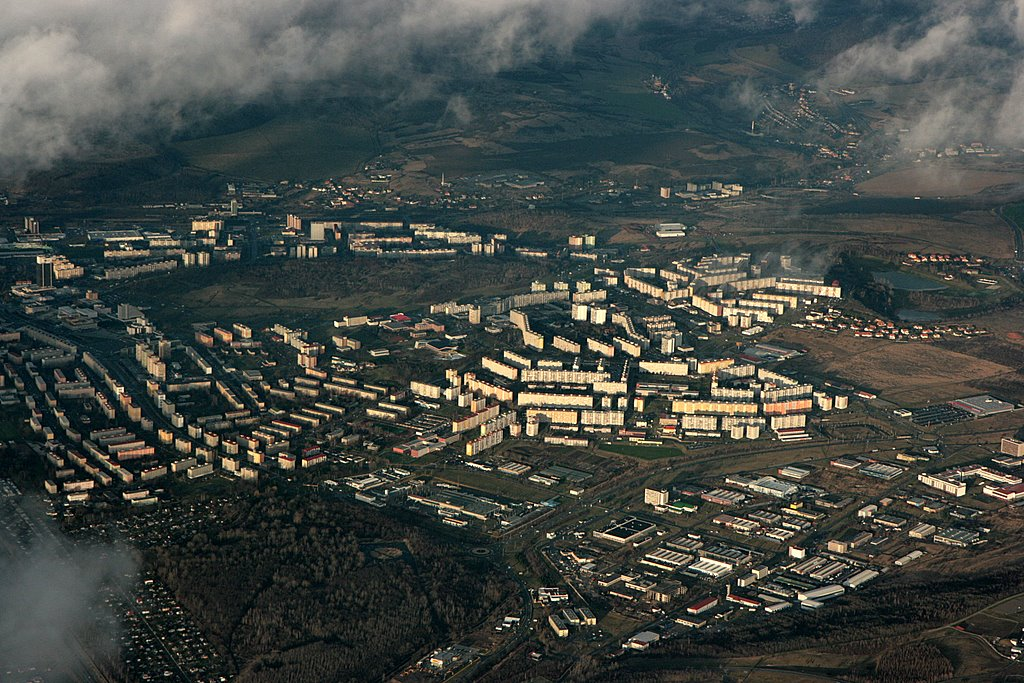
Sídliště Výsluní, Zahradní čtvrť a Liščí Vrch v roce 2007

Dne 19. července 1974 ve 20:09 došlo k výbuchu v prostorách Chemických závodů v Záluží, který si vyžádal 15 obětí a 112 zraněných, značná část obětí byla i v tramvajovém voze, který zrovna projížděl blízko havárie. Celá událost byla nakonec dlouhou dobu maskována a veřejnost se dodnes nedozvěděla, co se přesně stalo.
V roce 1975 dne 20. dubna zemřel předseda MNV Miroslav Fleišer a novým předsedou se stal až v září František Lorenz. Dne 30. září v 11:50 odstartoval přesun děkanského kostela a ukončen byl 27. října v 8:52 hodin. Tentýž rok znamenal zánik pro obce Skyřice a o rok později pro Čepirohy, obě obce náležely pod správu Mostu.
V dalších volbách v roce 1976 byl zvolen Karel Šindelář, který se v prosinci 1977 usadil v dokončené budově sídla městského i okresního národního výboru (náklady činily cca 82 milionů korun). Tentýž rok se otevřela budova střední zdravotnické školy pro 420 žáků s internátem s kapacitou 180 míst a krytým bazénem. Dne 28. října se otevřela čtrnáctipodlažní budova (tehdy nejvyšší budova v kraji) Sboru národní bezpečnosti a Vojenské správy (dnes sídlo státní policie, náklady 48 milionů korun). V prosinci se pak pro veřejnost otevřela sportovní hala s ubytovnou (kapacita 56 lůžek) a restaurací (celkové náklady 44 milionů). O rok později pak bylo rozhodnuto o stavbě automobilového okruhu (dnes Autodrom). V roce 1978 započala stavba kulturního domu v centru města s planetáriem a dále okresní knihovny (kapacita 450 000 svazků), také vznikl nový městský obvod – Most 15 Rudolice-Chanov, kam bylo do celkových třinácti bloků o kapacitě 400 bytů přemístěno romské obyvatelstvo ze starého Mostu, objekty byly ale obyvateli neustále devastovány (jedna budova musela být dokonce stržena), po čase se proto rozhodlo o postupném rozptylování romských rodin.
Koncem roku 1979 ukončilo svoji činnost divadlo ve staré části (poslední uvedená hra Liška a hrozny, prosinec) a soubor se přestěhoval do kulturního střediska Máj, tyto prostory byly však jen provizorní a měly sloužit jen jako dočasné útočiště do zbudování nové budovy divadla.
Novým předsedou byl v roce 1981 zvolen Rudolf Mooz, dostavěna byla střední průmyslová škola pro 650 studentů denního a 300 studentů večerního studia, stará budova připadla Vysoké škole báňské v Ostravě, která zde zřídila svoje konzultační středisko. Dnes sídlo Oblastního muzea v Mostě. V dubnu 1983 byl otevřen největší hotel v okrese, hotel Murom (náklady 110 milionů) pro 486 hostů (dnes hotel Cascade). Koncem června byl pak pokřtěn závodní okruh a 14. srpna proběhl premiérový závod. V roce 1984 se do nové budovy přestěhoval okresní archiv (první účelová archivní budova po roce 1945 v České republice), v květnu se otevřel Oblastní dům kultury horníků a energetiků (dnes Kulturní dům Repre) s planetáriem, v srpnu pak další kino, kino Mír, v prostorách knihovny (zprovozněna v březnu 1985) s kapacitou 182 sedadel. Divadlo pracujících se otevřelo 8. listopadu 1985 a stalo se možná jedinou chvályhodnou budovou v novém městě. Další kulturní stánek se pro veřejnost otevřel 4. listopadu, tehdy jmenovaná Kulturní památka Most a dnes Kostel Nanebevzetí Panny Marie v Mostě stále ještě měla před sebou značné rekonstrukční práce.
Demolice v Mostě skončily k prvnímu dubnu 1987, kdy z původního města s výjimkou přesunutého kostela a původní městské čtvrti Zahražany nezůstalo nic.
Listopadové revoluční období roku 1989 se v Mostě nikterak výrazně neprojevovalo. Nakonec se přece jen začaly objevovat podpůrné ambice pražských revolucionářů. Nastávající změny pak potvrdila návštěva prezidenta Václava Havla v únoru roku 1990.
Od roku 2000 je Most statutárním městem.

## Přírodní poměry

### Flora
V oblasti vymezené hranicí města se nachází devět ohrožených druhů rostlin (bělozářka liliovitá, tařice skalní, modřenec tenkokvětý, hvězdice zlatovlásek, kavyl Ivanův, sasanka lesní, divizna brunátná, zvonek boloňský a hlaváček jarní) a dva druhy silně ohrožených rostlin (kozinec bezlodyžný a leknín bílý); žádná kriticky ohrožená rostlina zde zatím nebyla zaznamenána.

## Obyvatelstvo

### Náboženský život
- Českobratrská církev evangelická
- Církev adventistů sedmého dne

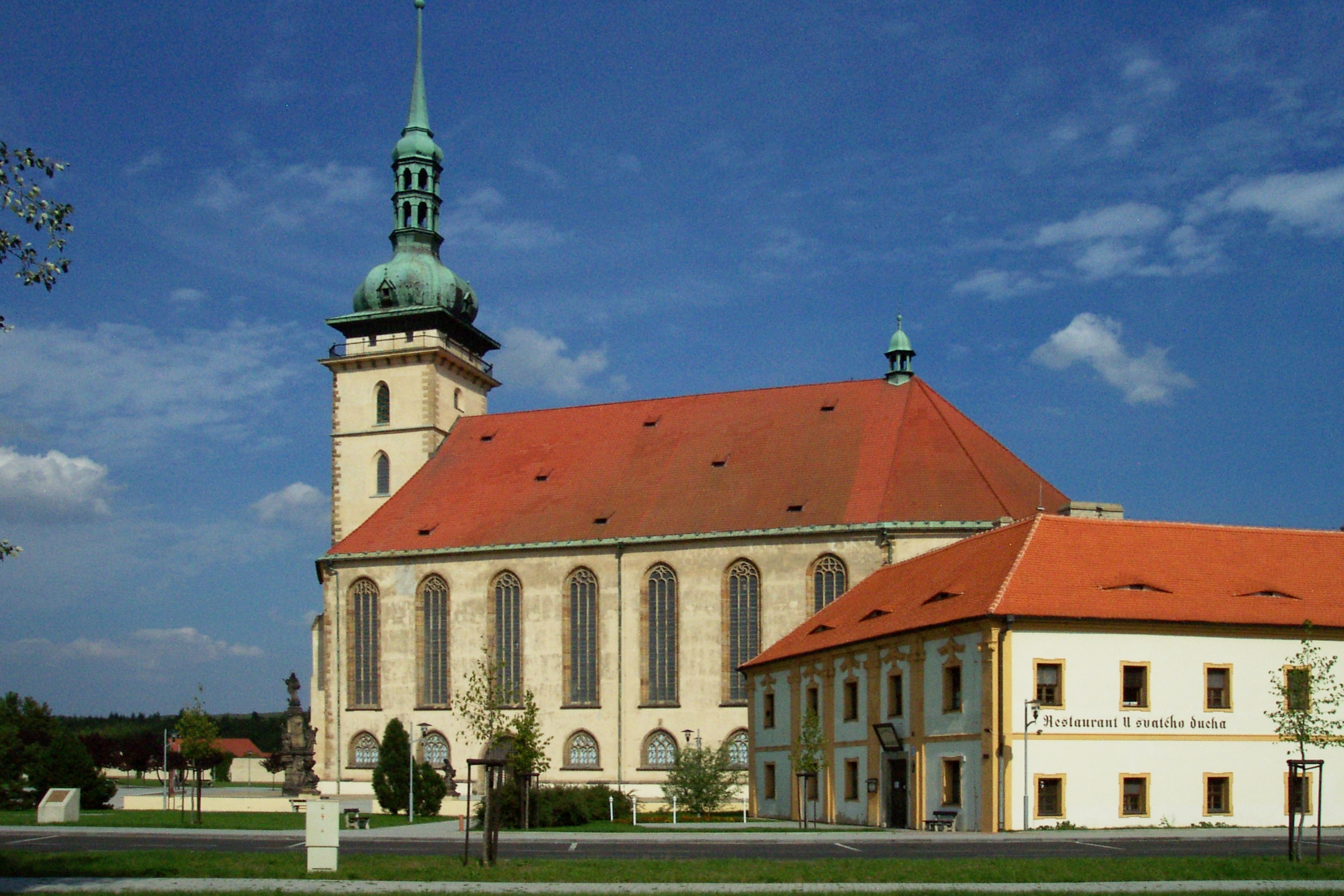
Kostel Nanebevzetí Panny Marie

- Církev bez hranic (součást Apoštolské církve)
- Církev bratrská
- Církev československá husitská
- Církev pravoslavná
- Církev římskokatolická
- Svědkové Jehovovi
- do 2. sv. války ŽNO Most

## Obecní správa a politika

### Místní části

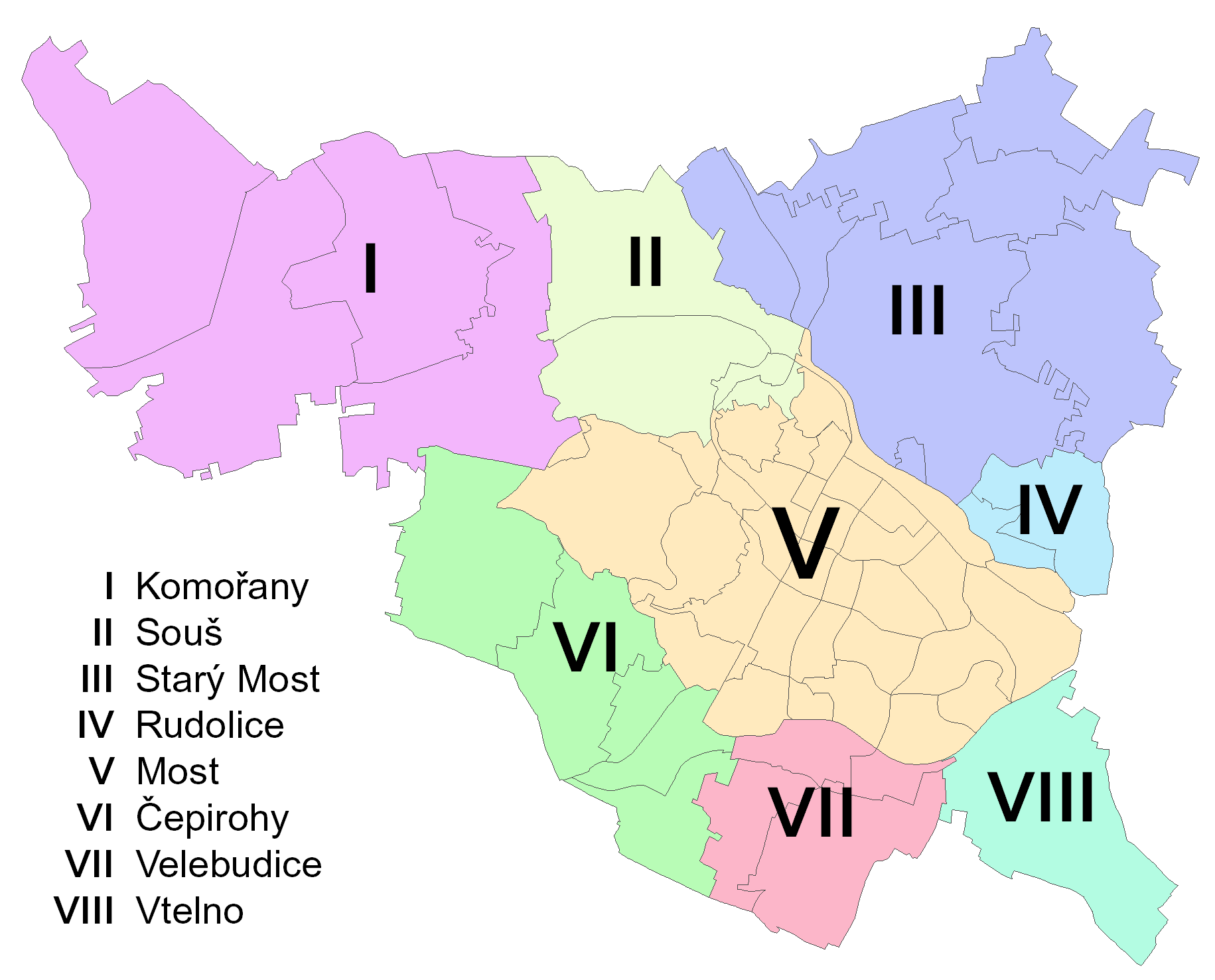
Místní části Mostu

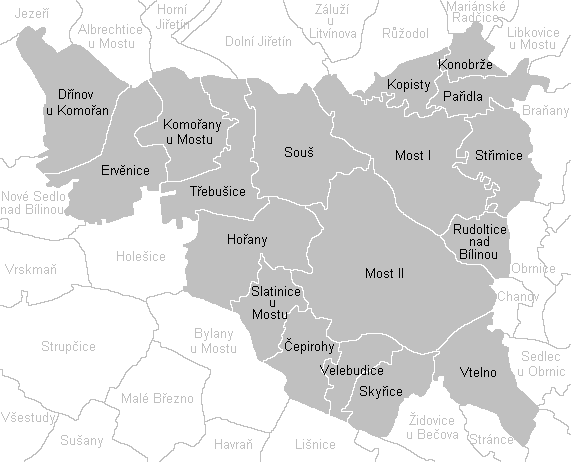
Katastrální území Mostu

Město Most se skládá z osmi místních částí, které leží na 18 katastrálních územích:
- Starý Most – k. ú. Most I, Konobrže, Kopisty, Pařidla a Střimice (dříve část Kopisty)
- Most – k. ú. Most II, částečně Hořany
- Čepirohy – k. ú. Slatinice u Mostu, Čepirohy, částečně Hořany
- Komořany – k. ú. Dřínov u Komořan, Ervěnice, Komořany u Mostu a Třebušice
- Rudolice – k. ú. Rudolice nad Bílinou
- Souš – k. ú. Souš, částečně Most II
- Velebudice – k. ú. Skyřice a Velebudice
- Vtelno – k. ú. Vtelno

### Správní území
Most byl dříve okresním městem, v současnosti je obcí s rozšířenou působností a pověřeným obecním úřadem. Okres Most ale stále existuje a skládá se ze 26 obcí, správní obvod obce s rozšířenou působností z 15 obcí.

## Hospodářství

### Služby
Město má několik obchodních zón, z nichž nejvýznamnější jsou soustředěny spíše uvnitř města než na jeho okraji:
- Oblast zaniklé betonárky – Dnes se zde nalézají dva hypermarkety, v rámci jejich prostor se nalézá menší množství maloobchodů.
- Třída Budovatelů – Podél nejdelší ulice ve městě se nachází značné množství drobných obchodů různého sortimentu.
- Centrum – Ve středu centra je několik obchodních komplexů.
- Central Most – Obchodní centrum Central Most je nově postaveno přímo v centru na Prvním náměstí. Skládá se z devadesáti obchodů a jednoho sta bytů.
- Rozkvět – Obchodní centrum Rozkvět patří mezi chátrající objekty a ač se již dávno mělo přistoupit k jeho opravě, ekonomické důvody a velká konkurence kolem nedovolují nápravu.
- Kahan – Obchodní centrum Kahan patří k nejdelšímu ve městě, tvoří jej komplex budov tvořící podélný celek.
- Obzor – Obchodní centrum Obzor se také řadí k chátrajícím centrům.
- Prior – Prior je také chátrající obchodní centrum, které se nachází pod Central Most.

## Doprava
V blízkosti města Mostu se nachází tzv. Ervěnický železniční koridor, což je umělé zemní těleso se silnicí I/13 (E442) a železniční tratí Ústí nad Labem – Chomutov vedoucí z Chomutova; trať i silnice pokračuje do Teplic. Dalšími významnými silnicemi jsou I/15 do Litoměřic a I/27 do Litvínova a Žatce. Železniční spojení má Most též ve směru Žatec (trať Žatec–Obrnice), Louny (trať Most–Rakovník) a Lovosice (trať Čížkovice–Obrnice přezdívaná Švestková dráha). Hlavní železniční stanice se nazývá Most, pro nákladní dopravu je důležitá seřaďovací stanice Most nové nádraží. V letech 1885–1945 mělo město díky Moldavské horské dráze železniční spojení se saským Freibergem, využívané především k exportu uhlí.

### Městská hromadná doprava
V roce 1901 byl zahájen provoz na úzkorozchodné meziměstské tramvajové trati, která spojovala Most, Záluží, Litvínov a Janov. Takto jezdily tramvaje (kromě drobných prodloužení tratě) až do 50. let 20. století, kdy se začalo s výstavbou moderní tramvajové rychlodráhy (už s klasickým rozchodem). Provoz na prvním úseku nové tratě byl zahájen v roce 1957, poslední úzkorozchodná tramvaj vyjela na trať v roce 1961. Tramvajová síť se od té doby příliš nerozšiřovala, poslední prodloužení kolejí nastalo v roce 1981.
V letech 1946 až 1959 jezdily mezi Mostem a Litvínovem rovněž trolejbusy. Jednalo se o jednu velmi dlouhou trať, která se po výstavbě tramvajové rychlodráhy stala zbytečnou, a proto byl provoz trolejbusů mezi těmito dvěma městy zastaven.

## Společnost

### Školství
Ve městě jsou situovány čtyři mateřské školy, dále patnáct základních škol, z nichž jedna je speciální, jedenáct středních, vyšších a vyšších odborných škol (většina jich je v soukromém vlastnictví) s jedním gymnáziem (též sportovním). Je možné navštěvovat jednu vysokou školu – Vysoká škola finanční a správní a také detašovaná pracoviště dalších čtyř vysokých škol nebo univerzit. Pro umělecky talentované děti jsou určeny dvě základní umělecké školy.
Kompletní seznam školských zařízení ve městě naleznete zde.

### Kultura
Město díky své populační velikosti má tu možnost a prostředky nabídnout širokou škálu kulturních zařízení a příležitostí, přesto se nemůže rovnat jiným (i menším městům), jelikož nehostí žádný významný festival, karneval, ani se zde nekonají významnější kulturní události na celorepublikové úrovni.
Přesto má poměrně dlouhou a věhlasnou tradici divadelnictví. Ve městě jsou hned dvě divadla, městské divadlo na Prvním náměstí a Divadlo rozmanitostí v kulturním středisku Máj naproti Aquadromu.

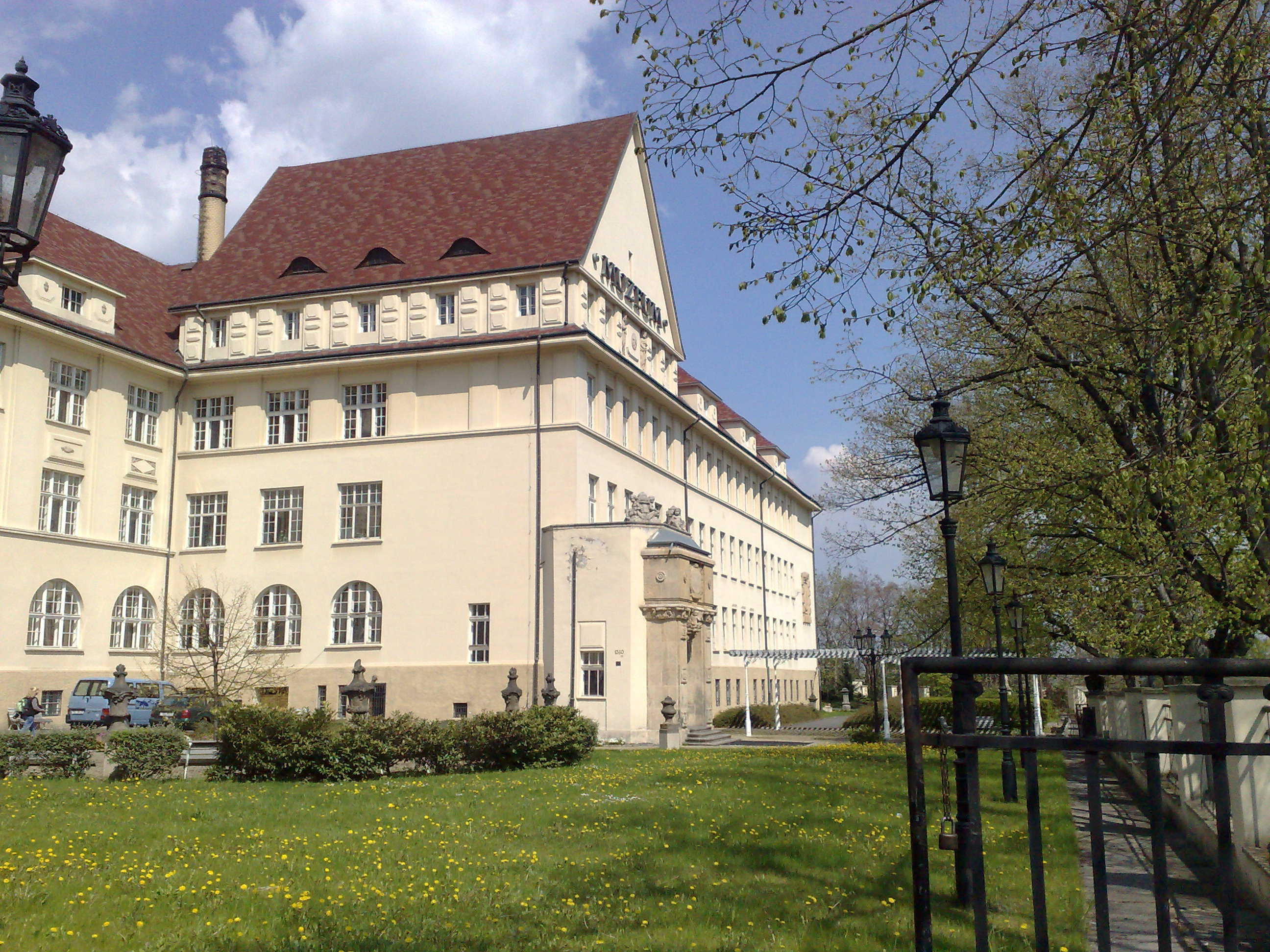
Oblastní muzeum v Mostě

Výstavní prostory pro temporální expozice nabízí vedle Oblastního muzea v Mostě také Galerie výtvarného umění v Mostě ve sklepních prostorách Kostela Nanebevzetí Panny Marie, foyer městského divadla a výstavní síň Zlatá trojka umístěná v městské knihovně.
Oblastní muzeum v Mostě nabízí tři stálé přírodovědné a společenskovědní expozice, z nichž jedna je umístěna mimo hlavní budovu muzea – na městském hřbitově v budově bývalého krematoria (dnešní Památník obětem II. světové války v Mostě). Podkrušnohorské technické muzeum zase nabízí expozice a technické památky dobývání hnědého uhlí na Mostecku.
Pro děti byly určeny dvě kulturní instituce – Dům dětí a mládeže v Mostě a Centrum volného času v Mostě. V roce 2011 došlo ke sloučení organizací a byla vytvořena nová organizace – Středisko volného času. To bylo k 1. 9. 2012 přesunuto do areálu zrušené 16. základní školy.
Ve městě se nachází celkem 6 promítacích kinopláten. Tři z nich v kině Kosmos pojmenované Maxi, Midi (určený převážně pro méně komerční filmy, filmový klub a jiné projekty) a dnes již nevyužívaný sál Mini (od února 2009 zrušen úplně). Čtvrté plátno je umístěno v městské knihovně, páté pak v Reprezentačním domě města Most a poslední v prostorách zdejší nemocnice.

#### Festival hrdosti

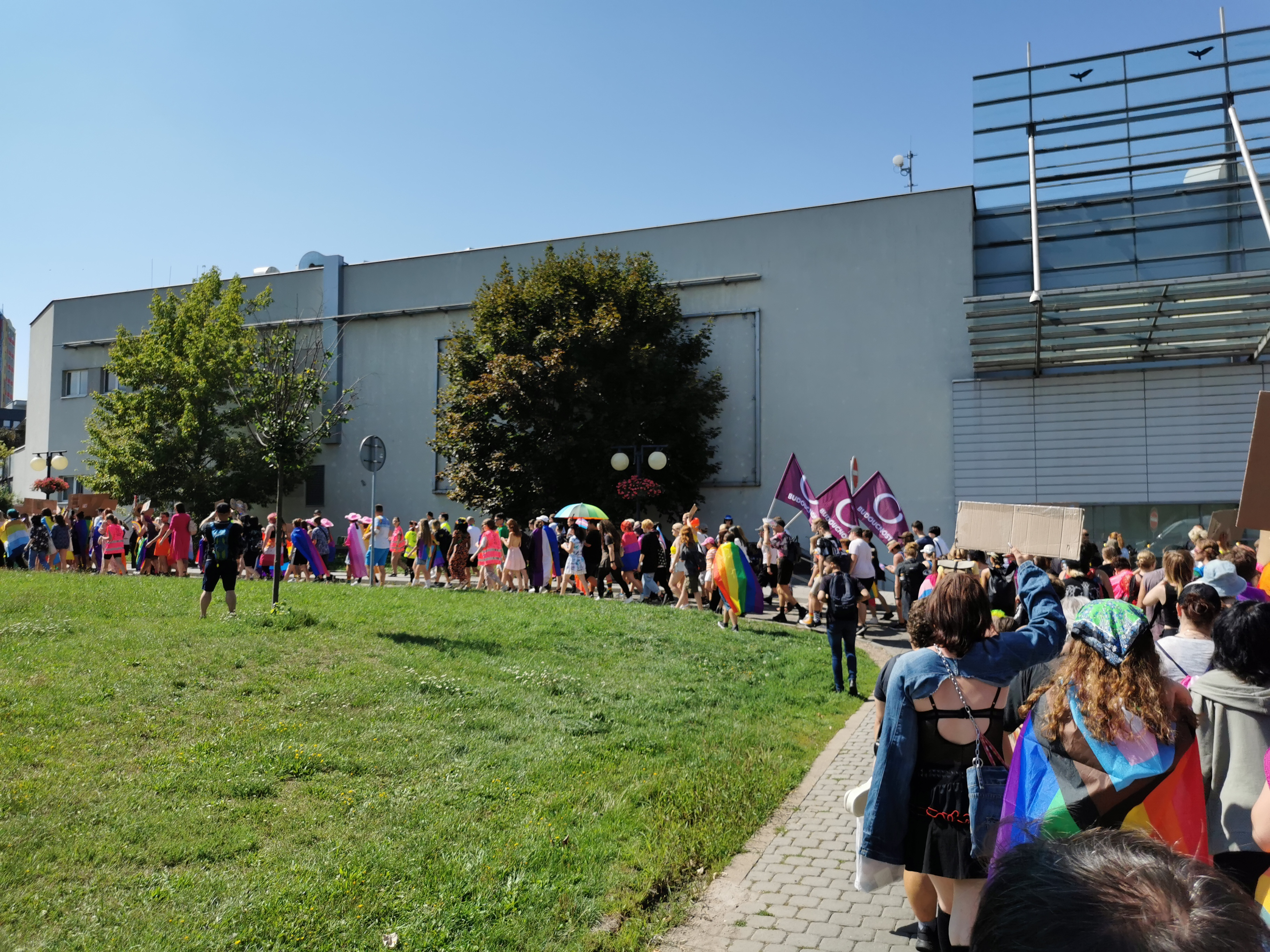
Průvod Most Pride 2023

Od roku 2022 se odehrává každoročně v Mostě Most Pride, festival LGBTQ hrdosti. Jeho organizátorem je spolek Most Pride, součástí festivalu je i tzv. „pochod hrdosti“. Je to první akce svého druhu v Ústeckém kraji a každoročně se jí účastní stovky osob.

#### Filmy
Místo pro natáčení si vybrali režiséři filmů Štěstí, Pusinky nebo třeba ROMing. Z těch starších stojí za to zmínit například Most u Remagenu, Jatka č. 5, Příběh pro začínajícího kata z roku 1969, dále sovětský film Špaček a lyra z roku 1973, o čtyři roky později pak vznikl východoněmecký film Vzpomínky z ilegality a snímek o převratu v Chile v sovětsko-maďarsko-československé koprodukci Kentauři, detektivka z roku 1978 Stíhán a podezřelý, v roce 1979 poté polské filmy Náš dům, Daleká cesta a Narozeniny mladého Varšavana, dále zde vznikaly filmy Na západní frontě klid, Fronta v týlu nepřítele z roku 1980 a dvoudílný film Boj o Moskvu z roku 1985.
V roce 2018 zde byl natáčen osmidílný komediální seriál České televize s názvem Most!, jehož děj se odehrává v tomto městě a reaguje na zdejší kulturu. Poslední díl tohoto pořadu sledovalo 1,61 milionů lidí, stal se tak nejúspěšnějším seriálem České televize za více než posledních pět let.

### Sport

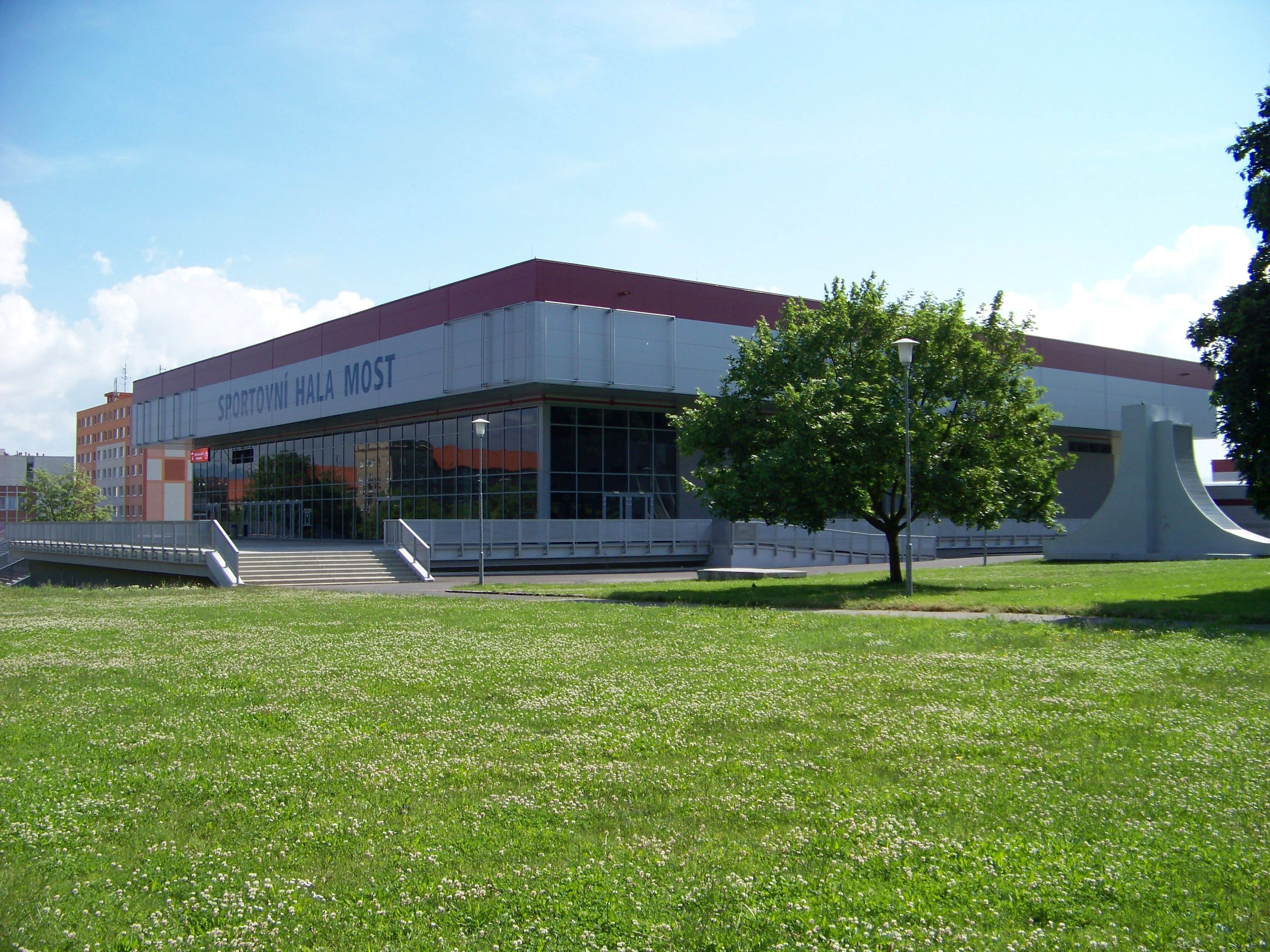
Sportovní hala most, sídlo DHK Baník Most

Sportovní chloubou města jsou házenkářky klubu DHK Baník Most, které mají na svém kontě již devět mistrovských titulů, které navíc získaly v řadě. Tým přezdívaný někdy "Černí andělé" (podle barvy dresů) se po úplném krachu mostecké házené v 90. letech prokousal znovu do nejvyšší soutěže teprve 12. května 2010. Již za dva roky však začala jeho zlatá éra. Od sezóny 2012/13 Černí andělé nepustili na extraligový trůn nikoho jiného. Jejich devět titulů představuje rekord soutěže, a to i v případě, kdyby se započítaly výsledky československé ligy. Devátým triumfem z roku 2022 totiž Baník překonal dosavadní rekordy Sparty a Slavie (8 mistrovských titulů). Třikrát navíc Mostečanky vyhrály společnou česko-slovenskou interligu. Své domácí zápasy klub hraje ve Sportovní hale Most (Třída Budovatelů 112), která byla postavená v roce 1977 a rekonstruovaná roku 2011.

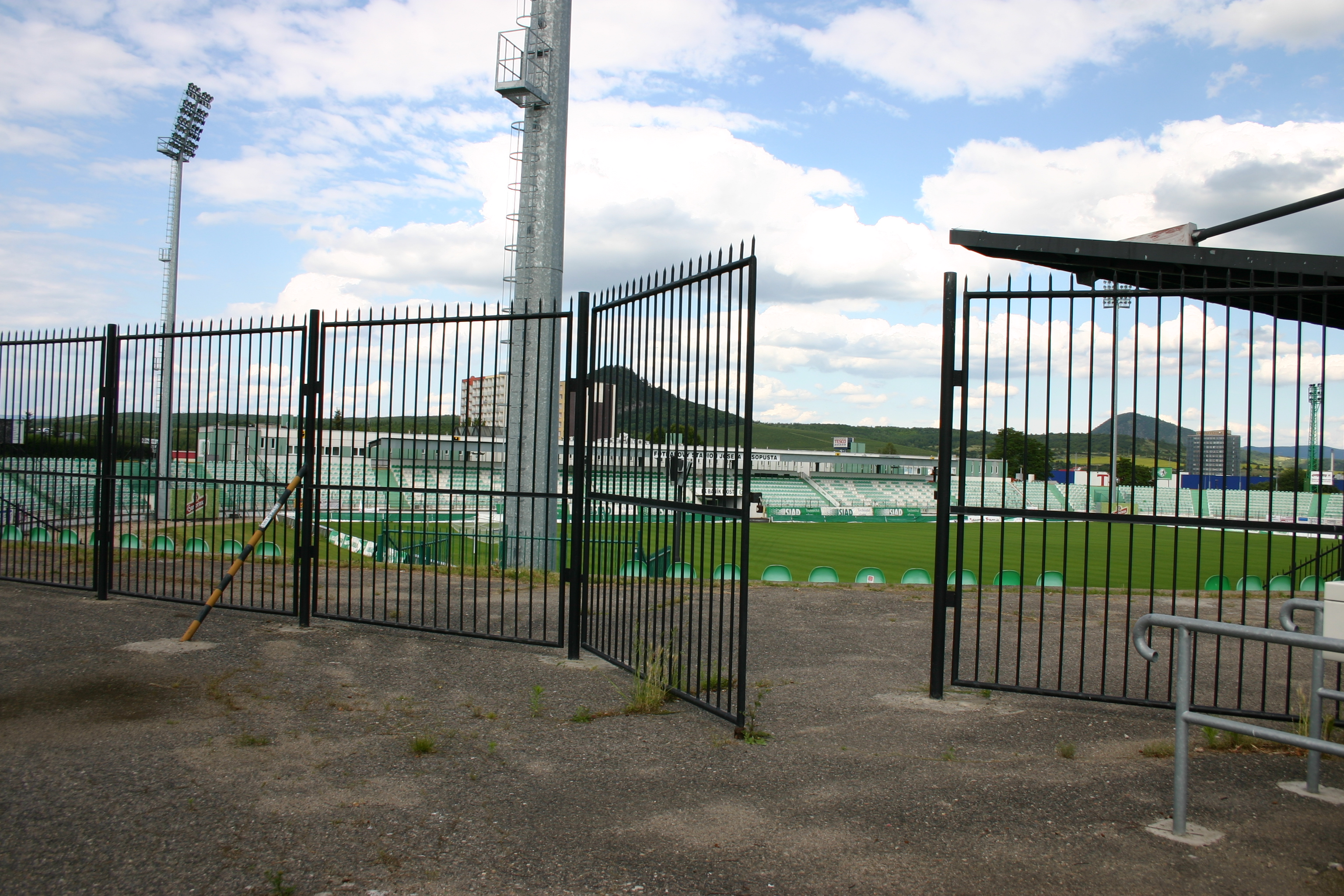
Fotbalový stadion Josefa Masopusta

Ve městě působí také hokejový klub Mostečtí lvi. Založen byl v roce 2017, od roku 2018 hraje třetí nejvyšší soutěž. Domovským stánkem lvů je A-BENET Arena Most (Rudolická 1700). Již od roku 1946 existoval ve městě klub HC Most, avšak v roce 2017 zanikl, přesněji přestěhoval se do Slaného. Ten hrál i druhou nejvyšší soutěž.
Ještě o něco výše to kdysi dokázali dotáhnout fotbalisté FK Baník Most. Klub založený již roku 1909 se v roce 2005 dokázal probojovat do české nejvyšší soutěže a strávil v ní tři sezóny (pod názvem FK SIAD Most). Nejúspěšnější byla ta první, kdy skončil desátý. V roce 2016 však klub ekonomicky zkrachoval a zcela zanikl. Jeho odchovancem byl i legendární Josef Masopust, po němž byl také roku 2009 pojmenován stadión, na němž Baník hrál (dříve nazýván Letní stadion). Mostecký dres oblékali i další slavní fotbalisté: Horst Siegl, Jiří Novotný, Jiří Štajner, Martin Vaniak, Tomáš Řepka, Petr Johana, Aleš Pikl nebo Patrik Gedeon. Po zániku Baníku od něj odkoupil licenci (na divizi) jiný mostecký klub Mostecký FK. Ten se v roce 2020 spojil s jiným menším místním klubem FK Baník Souš a vznikl tak klub FK Baník Most-Souš. Ten také dnes využívá stadion Josefa Masopusta. V současnosti působí ve třetí nejvyšší soutěži.

#### Rekreační sport a sportoviště

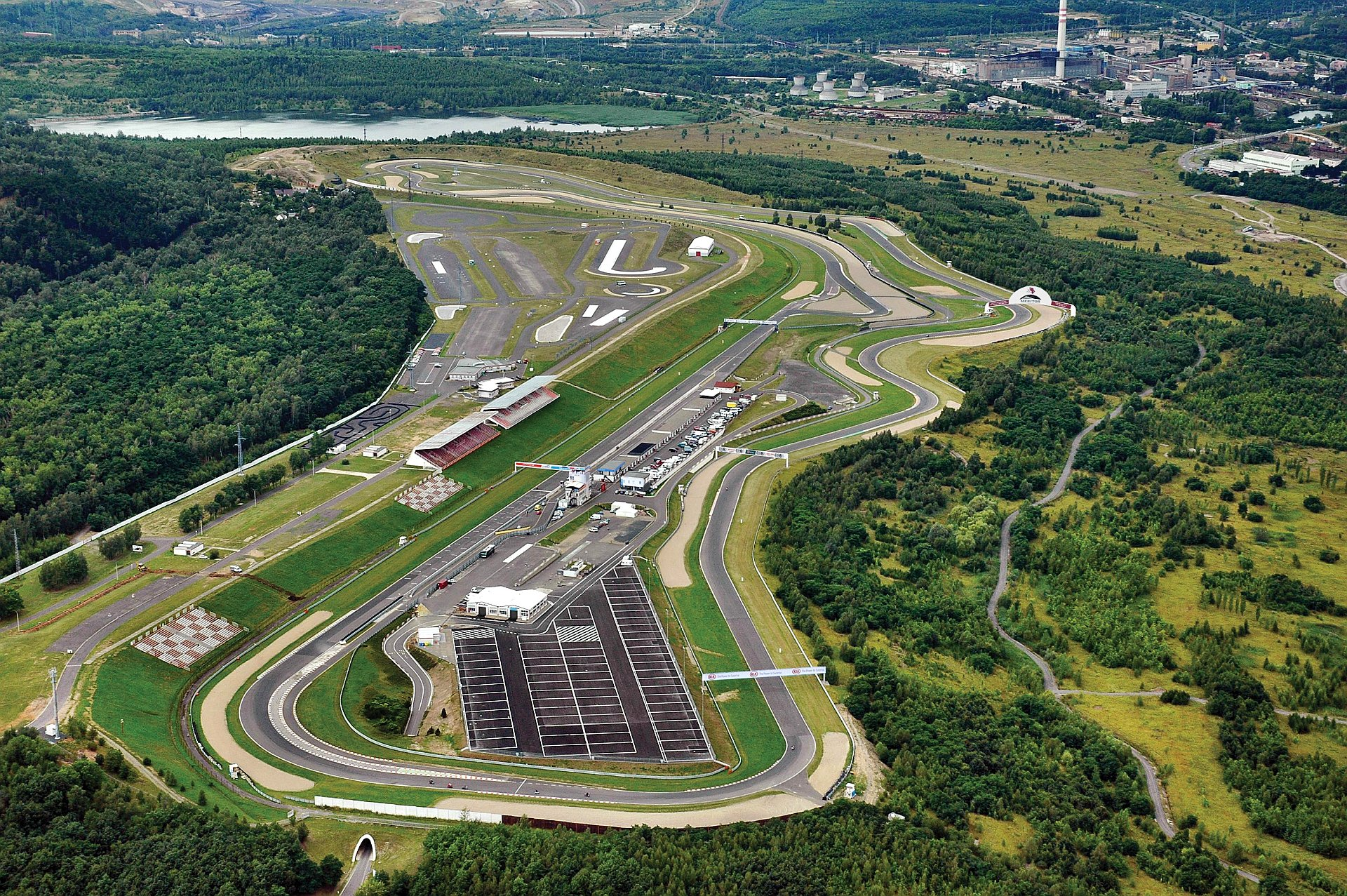
Autodrom Most

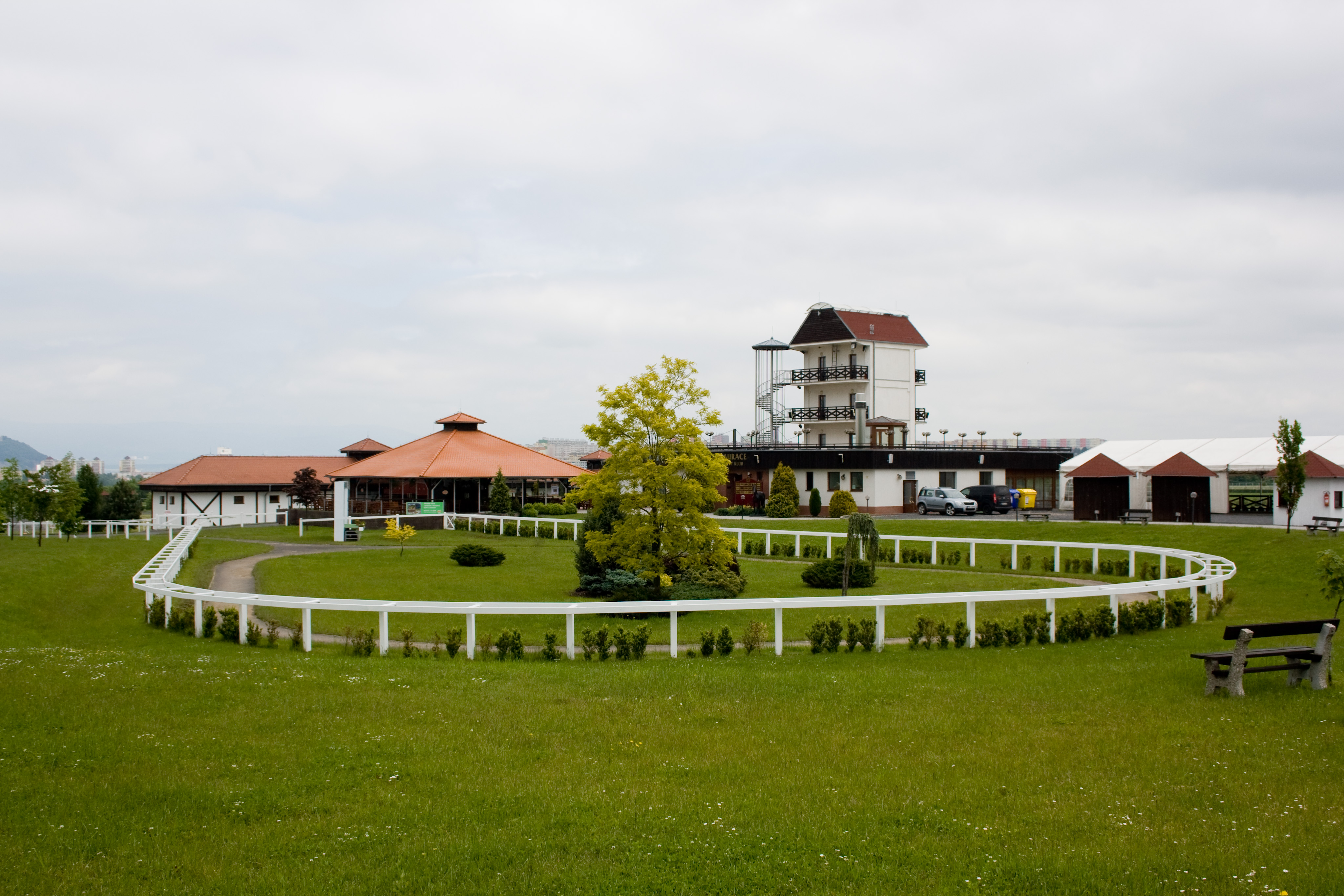
Hipodrom Most

Město těží ze svého handicapu nového města a má tak prostory pro vytvoření hned několika rekreačních a sportovních zón. Nádrž Benedikt byla kompletně vysušena a předělána na areál pro rodinné koupání, plážový volejbal a míčové hry. V areálu je dále možno zapůjčit si koule na pétanque, nebo koloběžky a využít dráhy kolem vodních ploch určené prioritně pro cyklisty a in-line bruslaře. Poblíž Benediktu se také nachází sportovní komplex Tornádo, nabízející fitness, squash, stolní tenis, badminton, solárium a saunu.
Aquadrom poskytuje vedle několika bazénů, dvou tobogánů a jiných atrakcí pro vodní vyžití také solárium, saunu a fitness. Zadní strana koupaliště umožňuje vstup na minigolf.
Na vrchu Šibeník, který se přímo dotýká centra města, jsou trasy vhodné pro in-line bruslaře. Ze strany od ulice Jana Palacha byl před několika lety zprovozněn skatepark a hned za ním dirtová dráha.
Ke koupání slouží vedle Aquadromu a Benediktu také vodní nádrž Matylda, kolem které se v roce 2009 otevřel další okruh pro in-line bruslaře. Blízko areálu nemocnice bylo otevřeno zrekonstruované koupaliště Ressl, kde je také možno hrát minigolf, pétanque a plážový volejbal, jako atraktivní hry koupaliště nabízí venkovní šachy, člověče nezlob se a kuželky.
Sportovní vyžití poskytuje také Autodrom a Hipodrom. U nákupního centra bývalé betonárky stojí hokejový stadion; o ulici dál pak stadion fotbalový a nad ním sportovní hala. Na okraji města u Hipodromu leží veřejně přístupné devítijamkové hřiště, které spravuje občanské sdružení 1. Golf club Most s přibližně 500 aktivními členy.
Na Letišti Most působí Aeroklub Most, který mimo jiné poskytuje příležitost pro hojně vyhledávaný parašutismus (ten má na starosti Paraklub Most).
Pro rok 2015 byl Most oceněn titulem Evropské město sportu.

### Média
Ve městě vychází hned několik periodik. Od pondělí do soboty vychází Mostecký deník, jednou týdně vždy ve čtvrtek vychází týdeník Homér. Magistrát vydává každý měsíc vlastní Mostecké listy. Mostecká uhelná vydává pravidelně čtrnáctideník Důlní noviny. Jednou měsíčně vydává tiskovinu Krušnohor stejnojmenná společnost bytového družstva v okrese. Dále vychází Mostecký zpravodaj jako informační periodikum o službách města Mostu. Internetovým deníkem je MojeMostecko.cz a Mostecká Vlaštovka, kteří se věnují dění ve městě.
Ve městě působí dvě rádia CrazyRádio.cz, jehož raritou je, že je součástí music baru Crazy Music Bar, kde jsou návštěvníci přímou součástí vysílání a Gama Rádio. Dříve zde působila regionální televize Dakr se sídlem v městské čtvrti Velebudice.

### Cestovní ruch

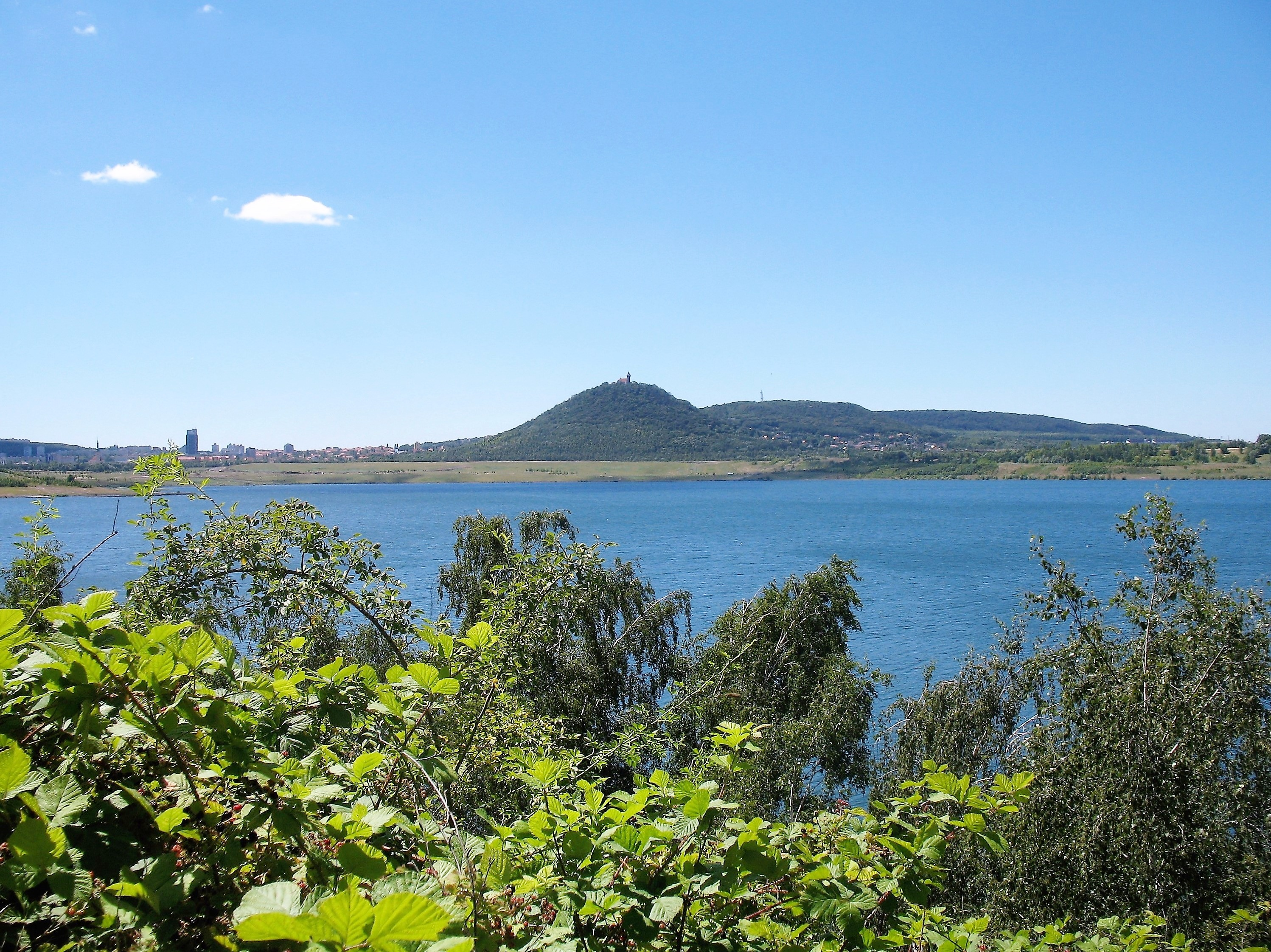
Pohled od Mosteckého jezera na město a Hněvín (červen 2018)

Město trpí kvůli své nedávné historii a doplácí na zničení původního starého města. Dnešní nedostatek památek, absence starého jádra města, neexistence viditelné historie, zničená krajina v okolí a typický vzhled dnešního města daný výstavbou během komunistického režimu nemůže nijak výrazně přispívat k cestovnímu ruchu. Tyto okolnosti vedou ale k tomu, že existují snahy o vykompenzování těchto nedostatků. Dnes je počet zahraničních i tuzemských návštěvníků města ve srovnání s okolními velkými městy zanedbatelný. Návštěvníky města obvykle zajímá jak je vypořádáno s okolní zničenou krajinou v důsledku povrchové těžby uhlí, jak probíhají její rekultivace, zajímají se také o kostel Nanebevzetí Panny Marie. Mezi vyhledávané objekty patří významná česká sportoviště – např. dostihový areál resp. Hipodrom, Autodrom a golfové hřiště, jež vznikla na důlních výsypkách a odvalech. Pro tyto návštěvníky je od roku 2009 k dispozici tzv. Uhelné safari.
Dne 24. října 2008 bylo započato se zaplavováním budoucího Mosteckého jezera, což by mělo vést ke vzniku další významné rekreační a sportovní zóny. U přesunutého gotického kostela vzniká arboretum, které v roce 2011 doplnil dřevěný pravoslavný kostel z Rumunska (v roce 2017 zničený vichřicí), a následovat by měl MiniMost.[zdroj?]
Vzhledem k nízkému turistickému ruchu se zde nachází pouze řada menších ubytovacích kapacit.

## Pamětihodnosti

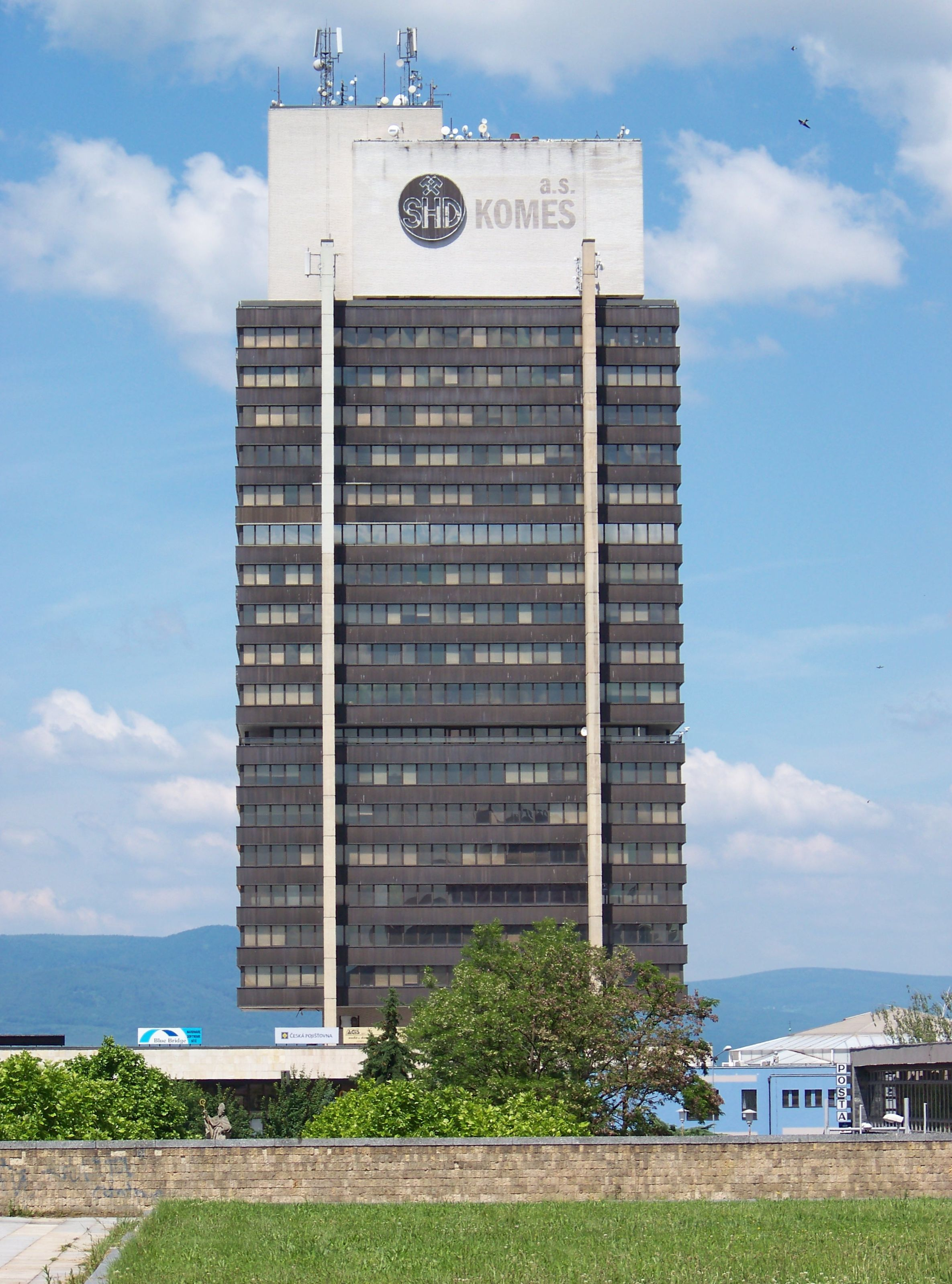
SHD Komes, nejvyšší budova ve městě

- děkanský kostel Nanebevzetí P. Marie, roku 1975 přesunutý o 841 metrů na své současné místo za koridorem
- druhý přesunutý kostel – pravoslavný, 2009
- spolu s Vídní jediné město v Evropě s plně ekologickou hromadnou dopravou
- pátá nejvyšší budova v ČR (vyjma kostelů)
- veřejně přístupný páternoster v č. p. 2957

## Životní prostředí
Město Most (vzhledem ke své neslavné minulosti dobývání uhlí) si zakládá na udržování čistého prostředí[zdroj?] a snaží se intenzivně podporovat nejen čisté ovzduší, ale i občany v recyklaci odpadů. Vedle Vídně patří Most k jediným městům v Evropě s kompletně ekologickou veřejnou hromadnou dopravou. Zásobování sídlišť a průmyslových areálu je realizováno prostřednictvím horkovodní soustavy, kde zdrojem je nedaleká elektrárna Komořany.

### Recyklace a odpady
Recyklace odpadů realizuje město prostřednictvím společnosti Technické služby města Mostu a.s. Separuje se zde sklo, papír a plasty. Nově od roku 2012 nabízí město sběr bioodpadu. Kartonové obaly se ve městě třídí spolu s plasty. Svezený materiál je předán dále k přetřídění na třídící linku Marius Pedersen a.s. pobočka Teplice. Kovy a jiné materiály má na starost 40 sběren vykupující a likvidující využitelný odpad [zdroj?]. Město mělo dva sběrné dvory.Jeden v Rudolicích a druhý v Mostě – Velebudice v areálu technických služeb. Sběrný dvůr v Rudolicích byl zrušen 31. března 2011 a druhý byl zmodernizován.
Od roku 2009 město realizuje výstavbu podzemních a polopodzemních kontejnerů na směsný komunální odpad a tříděný sběr odpadu. Momentálně (2012) je vybudováno 18 stanovišť a další se připravují.
Na území bylo k červnu 2007 evidováno celkem 1440 stanovišť kontejnerů a popelnic (1111 středních kontejnerů, 820 popelnic do objemu 120 litrů, 407 popelnic do objemu 240 litrů, 250 kontejnerů na třídění papíru, 350 na plast a 144 kontejnerů na sklo.

### Pitná a odpadní voda
K zásobování pitnou vod slouží vodárenská soustava Fláje. Voda je rozváděna soustavou do úpraven vody (ÚV Meziboří) následně do vodojemů (Hněvín III, IV) a následně k odběratelům.
Čištění odpadních vod pro město Most zajišťuje ČOV Most-Chanov, kterou provozují Severočeské vodovody a kanalizace, a.s. Zpracovává odpadní vody z aglomerace Most a obce Obrnice (cca 70 689 obyvatel), stoková síť má délku přibližně 120 km

## Osobnosti

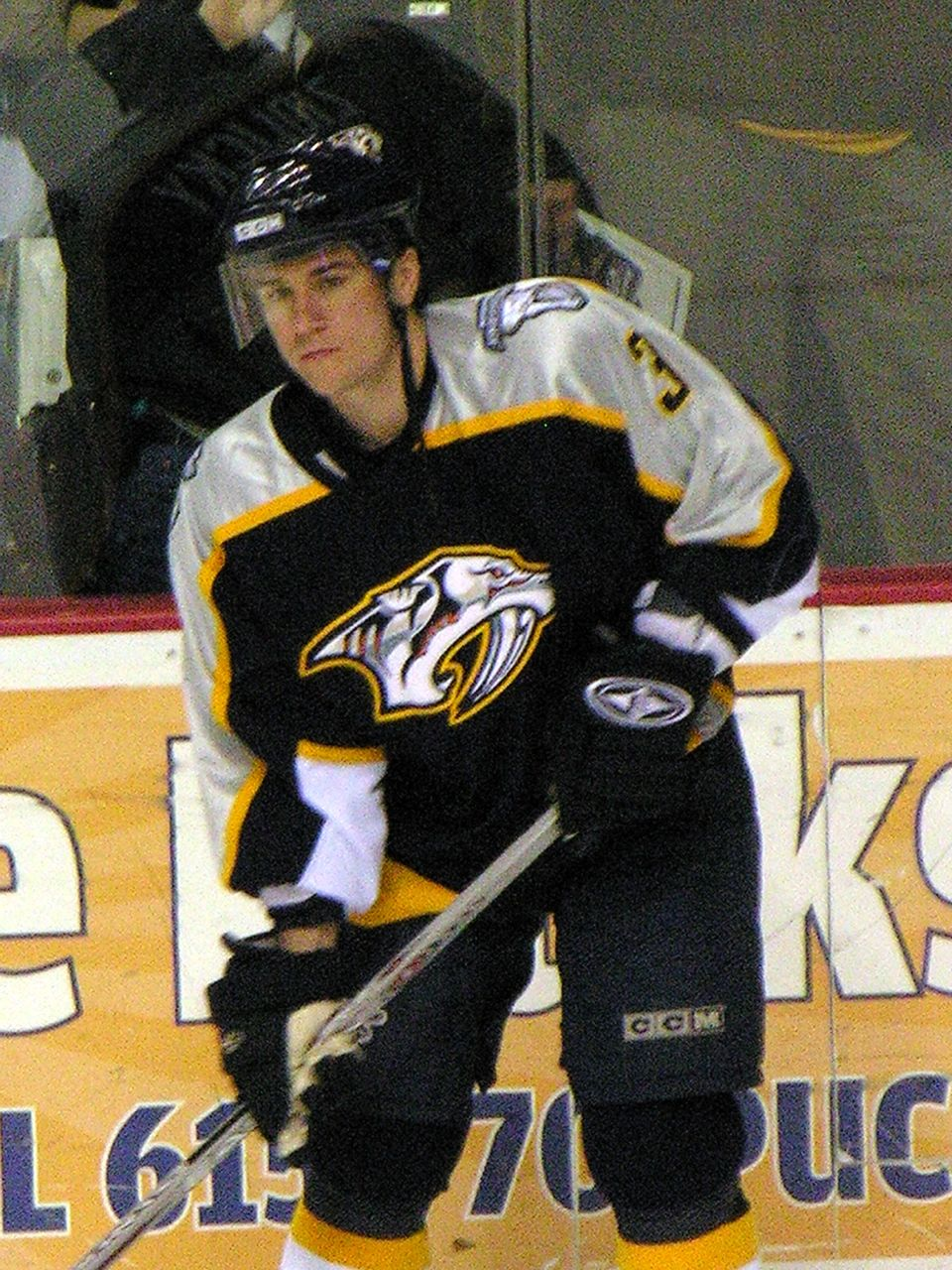
Marek Židlický

- Xavier Baumaxa (* 1973), kytarista, textař
- Bedřich Beneš (* 1967), univerzitní profesor, český a americký výzkumník v oblasti počítačové grafiky
- Iveta Benešová (* 1983), tenistka
- Zuzana Bydžovská (* 1961), herečka
- Carl Isidor Cori (1865–1954), rakouský zoolog a rektor pražské Německé univerzity
- Tomáš Ctibor (* 1963), architekt, poslanec
- Judita Čeřovská (1929–2001), zpěvačka
- Edith Dittrich (1923–2000), historička umění, archeoložka a sinoložka
- Tomáš Divíšek (* 1979), hokejista
- Vladimíra Erbová (* 1981), modelka, playmate Playboye
- Petr Franěk (* 1975), hokejista
- Florian Leopold Gassmann (1729–1774), hudební skladatel, kapelník a varhaník, učitel Antonia Salieriho
- Markéta Gregorová (* 1993), politička
- Nora Grundová (* 1975), sinoložka, novinářka, moderátorka a zpěvačka Maya
- Wenzel Hablik (1881–1934), česko-německý malíř, grafik, architekt a návrhář textilu
- Andreas Hammerschmidt (1611/1612–1675), německý skladatel a varhaník českého původu
- Kamil Hála (1931–2014), jazzový hudební skladatel, pianista, dirigent a hudební aranžér, bratr trumpetisty a hudebního skladatele Vlastimila Hály
- Vlastimil Hála (1924–1985), trumpetista, hudební skladatel, hudební aranžér a režisér, bratr klavíristy a skladatele Kamila Hály
- Lukáš Hejlík (* 1980), herec
- Antonín Heythum (1901–1954), český scénograf, grafik, architekt a návrhář nábytku
- Ivan Hlinka (1950–2004), hokejista a trenér
- Jaroslav Hlinka (* 1976), hokejista
- Vladimír Hron (* 1966), zpěvák, moderátor a bavič
- Daniel Huňa (*1979), český fotbalový útočník
- Josef Hycl (1961–2011), český oční lékař
- Pavel Chaloupka (* 1959), fotbalista a trenér
- Peter Jánský (* 1985), hokejista
- Václav Jelínek (* 1978), zpěvák Lunetic
- Petr Johana (* 1976), fotbalista
- Vilém Karlík (1872–1934), česko-německý báňský inženýr a vynálezce
- Lukáš Kašpar (* 1985), hokejista
- Fritz Klippel (1900–1955), německý herec, intendant a divadelní režisér
- Martin Kocián (* 1976), zpěvák Lunetic
- Vlastimil Kroupa (* 1975), hokejista
- Martin Marek Krupica (1965-2018), český pravoslavný kněz a akademik
- Rostislav Kuba (* 1948) herec
- Vojtěch Kubinčák (* 1979), hokejista
- Tomáš Kůrka (* 1981), hokejista
- Antonín Laube (1718–1784), hudební skladatel
- Klára Šimáčková Laurenčíková (* 1979), aktivistka, dobrovolnice
- Josef Masopust (1931–2015), fotbalista, trenér
- Kliment Matějka (1890–1959), houslista, vojenský kapelník a hudební pedagog
- Martin Maxa (* 1961), zpěvák a kytarista
- Jiří Meitner (* 1958), malíř a grafik, v Mostě působil v 80. letech 20. století
- Jan Mühlstein (* 1949), německý novinář předseda Unie progresivních Židů v Německu
- Dana Němcová (1934–2023), kritička a disidentka komunistického režimu, jedna z prvních signatářek Charty 77
- Jan Opočenský (1885–1961), československý diplomat, archivář a historik
- Karel Opočenský (1892–1975), český šachový mezinárodní mistr a mezinárodní šachový rozhodčí
- Jan Paparega (* 1981), politik, bývalý primátor města Most
- Libor Pimek (* 1963), bývalý československý a později belgický tenista
- Michal Podolka (* 1977), hokejista
- Karl Pohnert (1832–1911), českoněmecký politik, dlouholetý starosta Mostu
- Jiří Barthold Pontanus z Breitenberka (1550–1614), humanistický literát a historik
- Pavel Rosa (* 1977), hokejista
- Martin Ručinský (* 1971), hokejista
- Vladimír Růžička (* 1963), hokejista a hokejový trenér
- Jiří Maria Sieber (* 1959), herec
- Raoul Schránil (1910–1998), herec
- Petr Svoboda (* 1966), lední hokejista (obránce), autor rozhodujícího gólu ve finále hokejového turnaje na ZOH v Naganu 1998
- David Škach (* 1976), DJ, textař a zpěvák Lunetic
- Lucie Šteflová (* 1995), herečka
- David Štilip (* 1992), český rapper
- Petra Tůmová (* 1983), modelka, playmate Playboye[25]
- Jan Vopat (* 1973), hokejista
- Klement Antonín Zahrádka (1786–1853), rodák, opat kláštera v Oseku u Duchcova
- Marek Židlický (* 1977), hokejista

## Partnerská města
- Meppel, Nizozemsko
- Marienberg, Německo
- Veszprém, Maďarsko